# Georg-August-Zinn-Schule (Frankfurt am Main)
Die Georg-August-Zinn-Schule, benannt nach dem Juristen und ehemaligen hessischen Ministerpräsidenten Georg August Zinn, kurz GAZ, liegt in  Frankfurt-Griesheim und ist eine integrierte Gesamtschule.

## Schulprofil
Die Georg-August-Zinn-Schule  ist eine integrierte Gesamtschule mit innerer Differenzierung, das bedeutet, dass zunächst alle Schüler in den Klassenstufen 5 und 6 gemeinsam unterrichtet werden. Erst ab der Klassenstufe 7 gibt es in den Fächern Mathematik und Englisch eine äußere Differenzierung, das heißt eine Einteilung in Kurse mit unterschiedlichem Leistungsniveau. Im Fach Deutsch und zweiter Fremdsprache erfolgt die Trennung ab Klassenstufe 8.
Leistungsstarke Schüler können nach Abschluss der zehnten Klasse in eine Schule mit gymnasialer Oberstufe wechseln.
Die Georg-August-Zinn-Schule ist eine Ganztagsschule. Es gibt derzeit drei Intensivklassen mit Deutsch als Zweitsprache. Durch Teilhabeassistenten versucht man, die Inklusion zu verbessern. Es gibt ein Angebot zur Mittagsversorgung sowie einen Schulkiosk. Unterstützt werden die Lehrkräfte von drei Mitarbeitern der Jugendhilfe.
Seit 2001 gibt es einen Förderverein.
Die Schülerschaft der Schule hat einen deutlich überdurchschnittlichen Ausländeranteil. Am 1. Oktober 1990 lag die Georg-August-Zinn-Schule auf Platz 28 der Schulen in Hessen mit höchstem Ausländeranteil, der damals 63,1 % betrug.